# Silks and Satins
Silks and Satins (Sedas e Cetins, em tradução livre) é um filme de romance mudo de 1916, produzido pela Famous Players Film Company e distribuído por Paramount Pictures. É estrelado por Marguerite Clark e foi dirigido por J. Searle Dawley.
As filmagens ocorrerem em Palisades, Nova Jérsei. É preservado no British Film Institute, Londres.

## Elenco
- Marguerite Clark - Felicite
- Vernon Steele - Jacques Desmond
- Clarence Handyside - Marquis
- William A. Williams - Henri (creditado como W. A. Williams)
- Thomas Holding - Felix Breton
- Fayette Perry - Annette